# Заольша (станція)
Зао́льша (біл. Заво́льша) — прикордонна залізнична станція 5-го класу Вітебського відділення Білоруської залізниці на лінії Заольша — Вітебськ. Розташована в однойменному селі Заольша Ліозненського району Вітебської області. Є передатною з Московською залізницею.

## Історія
Станція виникла 1868 року.

## Пасажирське сполучення
По станції здійснюється оборот регіональних поїздів економкласу сполученням Вітебськ — Заольша.